# غرفة الآلات

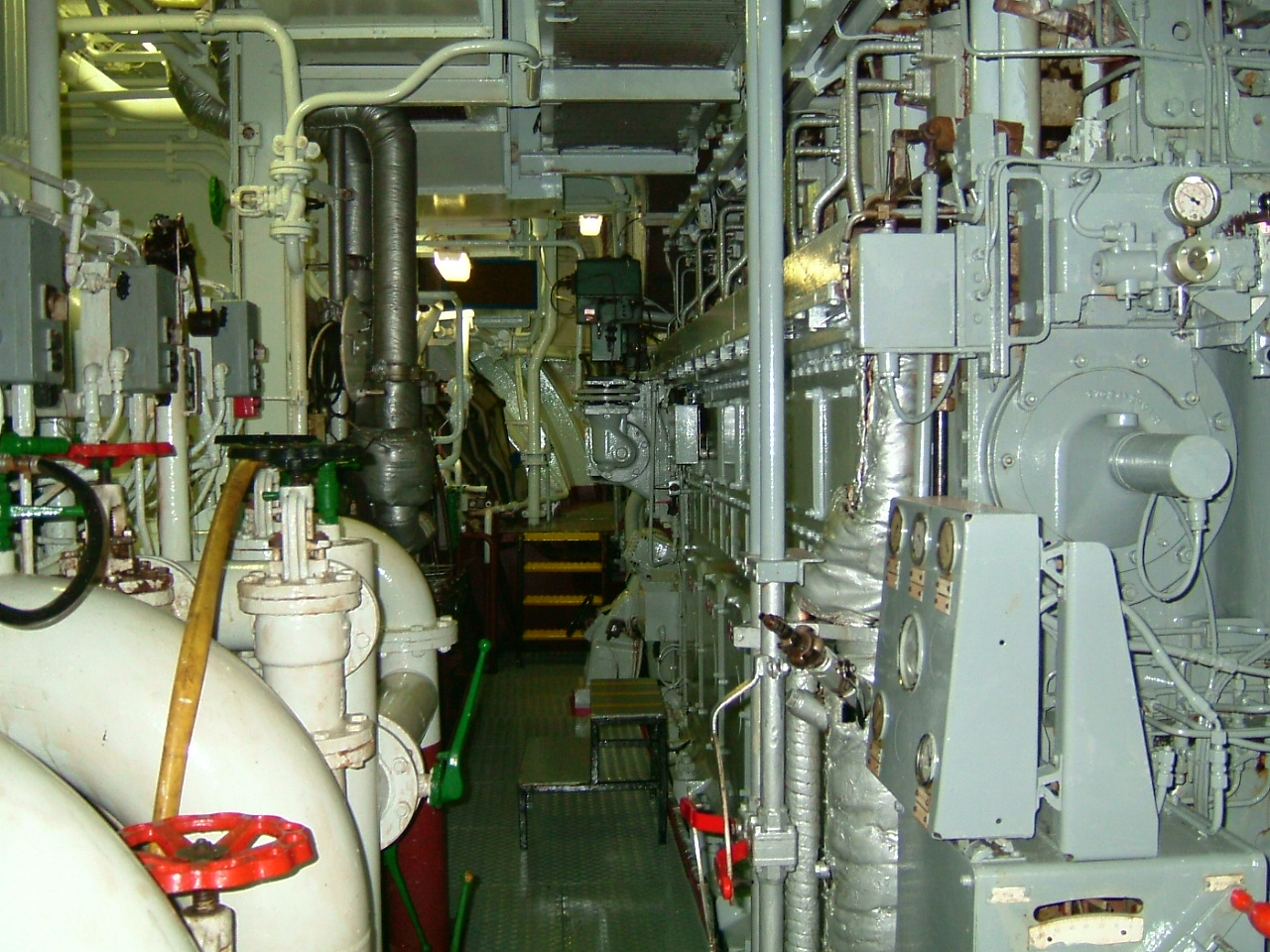
غرفة الآلات الرئيسة لسفينة الشحن

موقع غرفة آلات السفينة على ناقلة السوائب

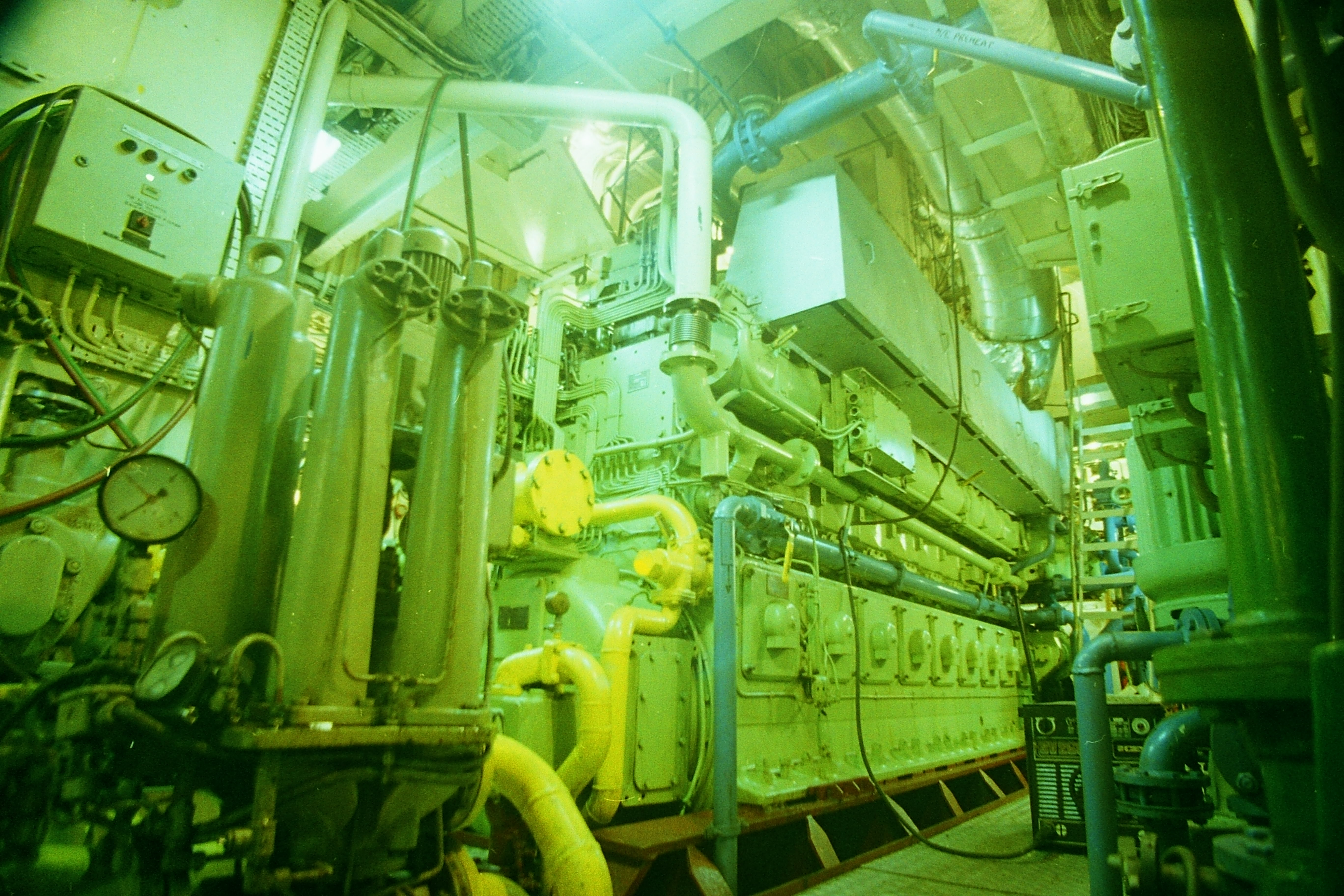
غرفة الآلات لسفينة Mercy Ship Caribbean Mercy في عام 1997. محرك الديزل الخاص بها هو من صنع شركة كيل للهندسة الميكانيكية.

في السفينة، غرفة الآلات هي المقصورة التي توجد بها آلات الدفع البحري. تعد غرفة الآلات عمومًا أكبر مقصورة مادية في مساحة الآلات. وهو يضم المحرك الرئيس للسفينة، وعادةً ما يكون هناك بعض الاختلافات في المحرك الحراري (محرك بخاري، أو محرك ديزل، أو عنفة غازية أو بخارية). في بعض السفن، قد يكون هناك أكثر من غرفة آلات واحدة، مثل غرف الآلات الأمامية والخلفية، أو غرف الآلات في الميمنة أو الميسرة، أو قد تكون معدودة. لزيادة سلامة السفينة وفرص النجاة من الضرر، يمكن فصل الآلات اللازمة لتشغيل السفينة في مساحات مختلفة.
تقع غرفة الآلات عادة بالقرب من الجزء السفلي، في الجزء الخلفي أو الخلفي من السفينة، وتتكون من مقصورات قليلة. يعمل هذا التصميم على زيادة القدرة الاستيعابية للسفينة إلى الحد الأقصى ووضع المحرك الرئيسي بالقرب من المروحة الدافعة، مما يقلل من تكلفة المعدات والمشاكل الناجمة عن أعمدة المروحة. في بعض السفن، قد تقع غرفة الآلات في منتصف السفينة، كما هو الحال في السفن التي بُنيت من عام 1900 إلى ستينيات القرن العشرين، أو في الأمام وحتى على ارتفاع عالٍ، كما هو الحال في السفن التي تعمل بالديزل والكهرباء [الإنجليزية].